# Rudolf Rademacher
Rudolf Rademacher, nemški častnik, vojaški pilot in letalski as, * 19. julij 1913, Lüneburg, † 13. junij 1953 Lüneburg.

## Življenjepis
Rudolf »Rudi« Rademacher je bil 1. decembra 1941 dodeljen v tretjo eskadriljo, 3./JG 54 na vzhodno fronto. Svojo prvo zračno zmago je dosegel na svoji peti bojni nalogi 9. januarja 1942. 19. oktobra 1942 je bil odlikovan s častnim pokalom Luftwaffe (nemško: Ehrenpokal der Luftwaffe), do konca leta pa je zbral že 22 zračnih zmag. Marca 1943 je bil premeščen v prvo eskadriljo, 1./JG 54, slavnemu “Nowotny Schwarmu”, ki ga je vodil legendarni nemški letalski ekspert Walter Nowotny. V enoti sta bila tudi Anton Döbele in Karl “Quax” Schnörrer. 
Rademacher je v tej enoti 5. julija 1943 sestrelil sedem sovražnih letal za zmage od 39 do 45. Med služenjem v tej enoti je napredoval v podčastniški čin  podporočnika, 30. aprila pa je bil odlikovan z Nemškim križem v zlatu.
30. avgusta 1944 je bil premeščen v 1./Jagdgruppe Nord, ki se je 4. novembra 1944 preformirala in preimenovala v Ergänzungs-Jagdgeschwader 1, ali krajše EJG 1. Skupina je delovala v bazi v Saganu, Rademacher pa je tam opravljal naloge inštruktorja. Kljub tem zadolžitvam je občasno še vedno opravljal bojne naloge in je med služenjem v tej enoti dosegel pet zračnih zmag. 18. septembra 1944 je bil pri napadu na ameriško bombniško formacijo zadet in težko ranjen. Iz svojega lovca Focke-Wulf Fw-190A-8 serijska št. 350193) z oznako “Beli 13” je bil prisiljen izskočiti s padalom. 30. septembra 1944 je bil za 81 doseženih zmag odlikovan z Viteškim križem.
Januarja 1945 je bil, tedaj že poročnik Rademacher premeščen v 11./JG 7, kjer se je začel uriti na reaktivnih lovcih Messerschmitt Me 262. Šolanje je obsegalo šest poletov v trajanju 150 minut, po opravljenem zadnjem poletu pa je dobil svoje letalo. 1. februarja 1945 je v tem lovcu dosegel svojo prvo zmago, ko je nad Braunschweigom sestrelil britanskega lovca Supermarine Spitfire. Februarja 1945 naj bi po nekaterih virih dosegel najmanj sedem zračnih zmag, skupaj pa naj bi v bojih s Me-262 dosegel 16 zmag.  “Rudi” Rademacher je vojno preživel in se je tudi po njej ljubiteljsko ukvarjal z letenjem z jadralnimi letali. Pri enem od poletov se je 13. junija 1953 v bližini svojega rojstnega kraja smrtno ponesrečil.
Rudolf Rademacher je sodeloval v več kot 500 bojnih nalogah, število zračnih zmag pa se v različnih virih močno razlikuje. Tako se v literaturi pojavljajo številke 97, 102 in 126, dosegel pa naj bi še 23 nepotrjenih zračnih zmag. 76 zmag naj bi dosegel med služenjem pri JG 54 na vzhodni fronti, sestrelil pa naj bi kar 21 jurišnikov Iljušin Il-2 in 11 težkih štirimotornih bombnikov.

## Odlikovanja
- Železni križec 2. in 1. razreda
- Ehrenpokal der Luftwaffe (19. oktober 1942)
- Nemški križ v zlatu (30. april 1943)
- Viteški križ železnega križca (30. september 1944)